# Scotts Corners (New York)
Scotts Corners est une census-designated place du comté de Westchester, dans l'État de New York, aux États-Unis,. En 2020, elle compte une population de 665 habitants.